# Pseudastroma perducta
Pseudastroma perducta är en insektsart som först beskrevs av Cândido Firmino de Mello-Leitão 1939. 
Pseudastroma perducta ingår i släktet Pseudastroma och familjen Proscopiidae. Inga underarter finns listade i Catalogue of Life.